# قدري أبو حسين
قدري أبو حسن (1951 - 9 يوليو 2018) هو سياسي مصري، شغل منصب محافظ حلوان الأسبق، ورئيس حزب مصر بلدي.

## حياته ونشأته
ولد سنة 1951 بشارع البحر بمركز أخميم في محافظة سوهاج بالمملكة المصرية، لقب بصانع التحالفات.

## مسيرته
- شغل عدة منصب تنفيذية، فضلا عن عدد من المناصب السياسية منها؛[5][6]
- شغل منصب رئيس مجلس مدنية أخميم بمحافظة سوهاج.
- تولى سكرتير عام محافظة أسيوط.
- عُين في منصب نائب محافظ القاهرة للمنطقة الجنوبية.
- شغل منصب الأمين العام للحزب الوطني المنحل في سوهاج.
- تولى منصب محافظ حلوان بعدما صدر قرار رئاسي بإنشائها في 17 أبريل 2008، حتي الغاء القرار بعد ثورة 25 يناير سنة2011 وأعيدت تابعة لمحافظة القاهرة.
- أسس حزب مصر بلدي في 2014 وتولى قيادته حتى وفاته.
- سعى بالتنسيق مع مجموعة من الأحزاب، لتشكيل تحالف انتخابي تحت مسمى اتئلاف الجبهة المصرية.
- خاض انتخابات البرلمان ضمن تحالف أحزاب الجبهة المصرية وتيار الاستقلال.
- ساهم في صناعة مشهد الانتخابات البرلمانية.

## وفاته
توفي في مستشفى أسيوط الجامعي بعد صراع مع المرض، بعد قدومه من رحلة للعلاج بفرنسا، شيعت الجنازة من مسقط رأسه بسوهاج مركز أخميم.

## أعلام
صدرت مؤلفاته عنه؛
- كتاب قدري أبو حسين.. سيرة عطرة لرجل دولة.[8]